# Bep Stenger
Elisabeth Pieternella Maria (Bep) Stenger (Tjimahi, Nederlands-Indië, 30 juli 1922 – Dongen, 13 november 2016) was in Soerabaja, waar ze later woonde, werkzaam bij het Rode Kruis. Ze raakte betrokken bij het verzet tegen de Japanse bezetting toen haar vader, officier bij het KNIL, krijgsgevangene werd.

## Verzet
W.A. Meelhuysen, bekend onder de codenaam Tahir, leidde vanuit het Rode Kruis Het verzet in de bergen. Deze organisatie werd Corsica genoemd en was bedoeld om de losse verzetseenheden te bundelen. Meelhuysen was een familievriend van Stenger. Toen Stenger na de bezetting door de Japanners niet meer naar school kon in Malang, sloot zij zich als vrijwilliger aan bij het Rode Kruis. Bep haalde bij officiersvrouwen, die zij kende via haar vader, achtergebleven legerkleding en wapens op.
Het verzet bleef echter geïsoleerd en de Indonesische bevolking ging er niet in mee. Meelhuysen werd gearresteerd en op 22 december 1942 pleegde hij zelfmoord in de cel om te voorkomen dat hij anderen zou verraden tijdens martelingen. Uiteindelijk werden veel leden opgepakt. Zo ook Stenger. Zij werd op op 13 maart 1943 gearresteerd. Bij de Japanse militaire rechtbank kreeg zij eind 1943 haar vonnis te horen. Zij kreeg, samen met Gody Meelhuysen, 10 jaar gevangenisstraf en haar mannelijke medebeklaagden werden veroordeeld tot de dood. Onder hen zaten Flip Bernard, Ferry Pleyel, Bruno Berler en nog zes anderen. Op 31 januari 1944 werden zij onthoofd. Stenger en Gody Meelhuysen gingen naar de vrouwengevangenis Boeloe in Semarang.

## Bersiap
Stenger bleef gevangen in Boeloe tot aan de capitulatie van Japan op 15 augustus 1945. In de aansluitende Bersiap-periode bleef zij hier tot eind september 1945. Toen werd zij bevrijd en ging zij met de trein naar Soerabaja, waar ze op 2 oktober 1945 aankwam. Hier werden groepen evacués opgevangen en er bevonden zich Britse troepen: Brits-Indische soldaten, 'ghurka's'. Ten tijde van de Slag om Soerabaja, op 10 november 1945, bevond Stenger zich nog in de stad. Tijdens de slag wist Stenger, samen met een groep Europeanen, te ontkomen naar een Brits oorlogsschip. Dit schip bracht hen naar Singapore. Na de Bersiap ging ze naar Sumatra.
Van 1948 tot 1950 woonde Stenger op Sumatra. Nadat het huwelijk met haar eerste man was stukgelopen, ging ze in 1950 naar Nederland. Hier kwam ze in Voorschoten te wonen.